# Robertus lyrifer
Robertus lyrifer là một loài nhện trong họ Theridiidae.
Loài này thuộc chi Robertus. Robertus lyrifer được Herman Theodor Holm miêu tả năm 1939.